# فرانسیسکوس واترس
فرانسیسکوس واترس (هلندی: Franciscus Waterreus; ۱۹ نوامبر ۱۹۰۲ – ۱۱ دسامبر ۱۹۶۲) دوچرخه‌سوار اهل هلند بود.